# Освіта в Латвії

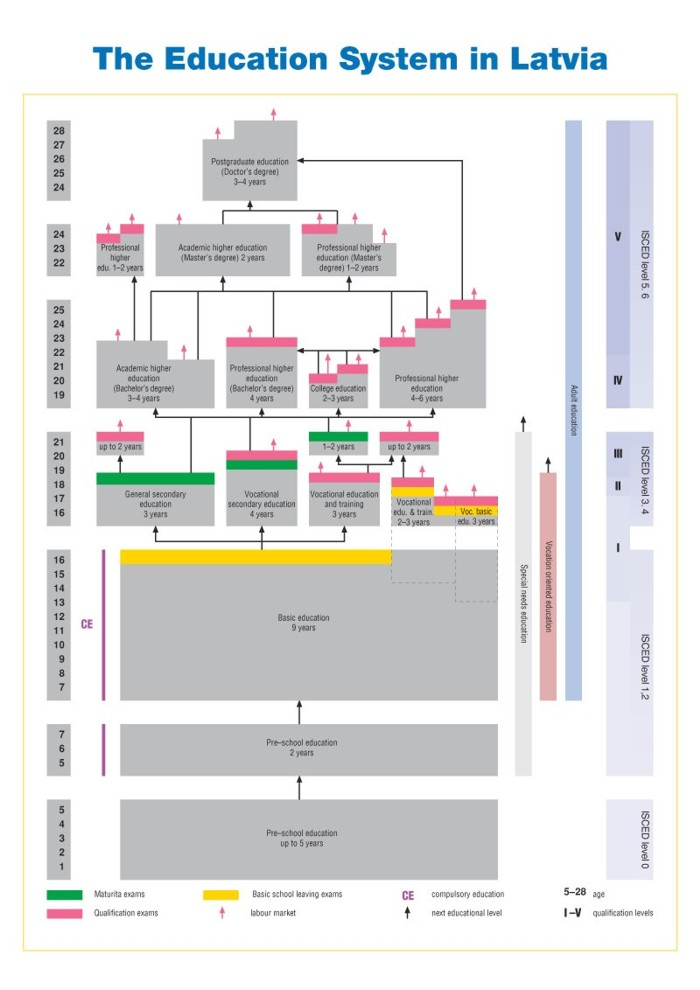
Освітня система Латвії

Освіта в Латвії є безкоштовною та обов’язковою. Обов’язкова освіта включає два роки дошкільної освіти (як правило, починаючи з 5 років) та ще дев'ять років початкової освіти (як правило, до 15/16 років). 
У 1996 р. валовий показник основного зарахування становив 95,8%, а чистий показник первинного зарахування становив 89,5%.  Кількість дітей, які не відвідують початкову школу, зростала з 2001 року. У сільській місцевості ряд шкіл закритий.  Місце, відведене мовам меншин у середній освіті після переходу школи меншин 2004 року до двомовної освіти (60% латвійської та 40% мовою меншин), стало проблемою протестів у 2003-2004 роках і проти цього виступили працівники та асоціації оборонних шкіл Росії на підтримку шкіл російської мови. 
За даними ЮНЕСКО за 2010 рік, до 720 студентів з Латвії було зараховано до вищих навчальних закладів за кордоном (переважно у Великій Британії, Росії та Німеччині); 1760 студентів з інших країн були зараховані до вищих навчальних закладів Латвії (переважно з Росії, України та Литви). 